# Frank Wigglesworth Clarke

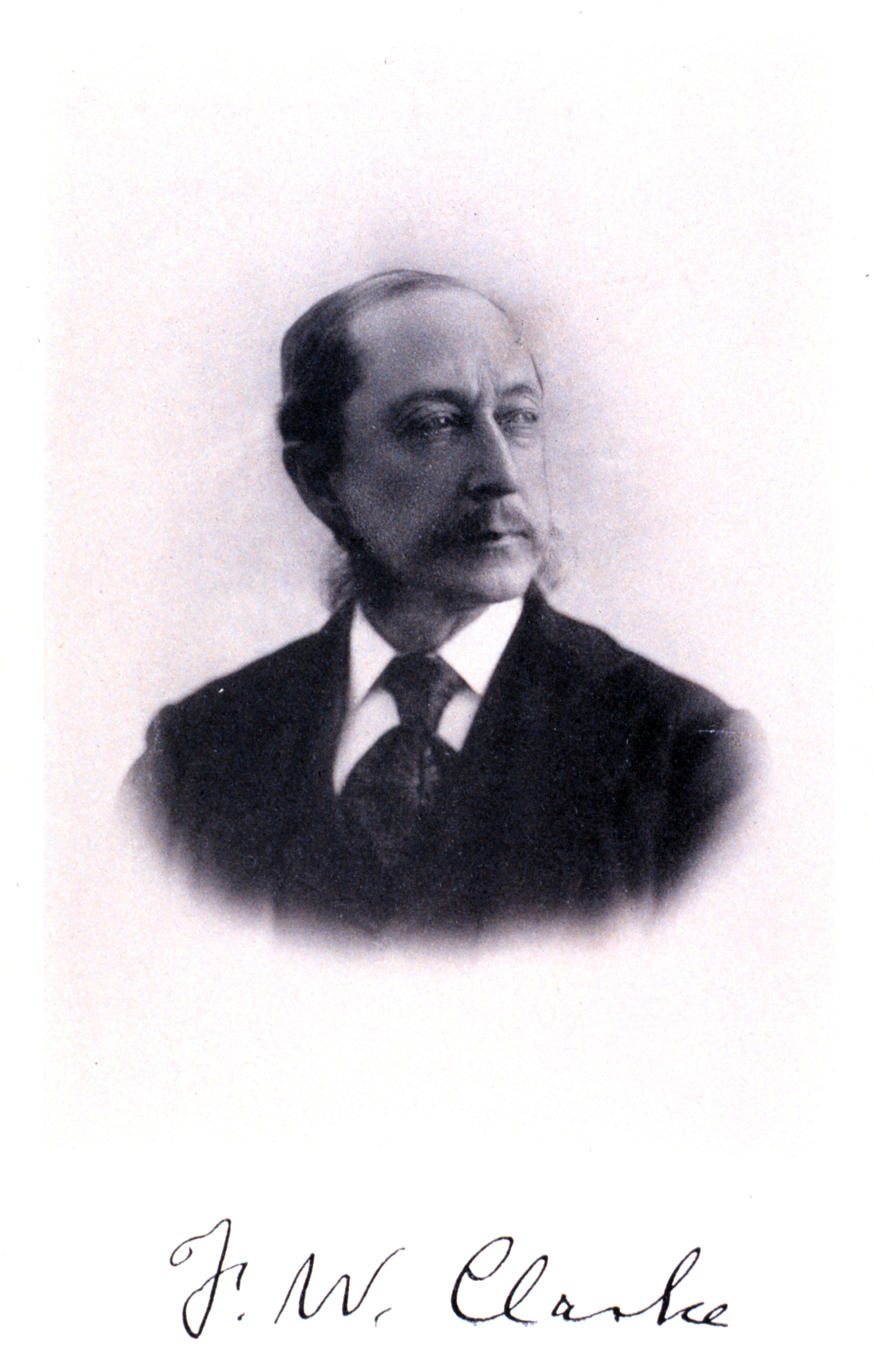
Frank Wigglesworth Clarke

Frank Wigglesworth Clarke (* 19. März 1847 in Boston, Massachusetts; † 23. Mai 1931) war ein US-amerikanischer Geologe und Chemiker. Er gilt als Vater der Geochemie und bestimmte die chemische Zusammensetzung der Erdkruste (Siehe auch: Clarke-Wert). Clarke gründete die Amerikanische Chemie Gesellschaft (American Chemical Society) und war ab 1901 deren Präsident.

## Jugend
Clarke war der Sohn des Eisenwarenhändlers Henry W. Clarke in Boston, Massachusetts. Seine Mutter Abby starb schon zehn Tage nach seiner Geburt, weshalb Clarke bei seinem Großvater Samuel Clarke in Uxbridge, Massachusetts, seine ersten vier Lebensjahre verbrachte. 1851 heiratete sein Vater wieder und zog mit seiner Familie nach Woburn in Massachusetts und ab 1858 nach Worcester ebenfalls in Massachusetts.
Eingeschult in die Primary School in Woburn besuchte Clark danach weiterführende Schulen (Secondary Schools) in Stoughton (Massachusetts) und in Boston in der Boston Latin School und der English High School, immatrikulierte sich nach seinem Abitur 1865 an der Harvard College's Lawrence Scientific School und schloss sein Studium 1867 mit dem Grad eines Bachelor of Science ab.

## Leben und Wirken
Als Assistent James Mason Crafts an der 1865 gegründeten Cornell University, unterrichtete er gleichzeitig am Boston Dental College Chemie und betätigte sich als Autor von Fachbeiträgen bei verschiedenen Zeitungen. Schon zu dieser Zeit lagen die Interessen Clarkes auf den Naturkonstanten der spezifischen Gewichte von festen Körpern und Flüssigkeiten, deren Siede- und Schmelzpunkte und Atomgewichte er bestimmte, womit es ihm gelang, interdisziplinär eine Brücke von der Chemie zur Geologie zu schlagen. Die Resultate seiner Forschungen veröffentlichte er 1873 unter dem Titel Evolution and the Spectroscope in der Popular Science und gilt noch heute als ein Standardwerk.
1873 an den Lehrstuhl für Chemie und Physik an die Howard University (Washington, D.C.) berufen, wechselte er aber schon 1874 an die University of Cincinnati. 1883 zum Chefchemiker der United States Geological Survey ernannt, bis 1924, begann er in Zusammenarbeit mit Carl Barus, William Hillebrand und Henry S. Washington mit umfangreichen Mineral- und Gesteinsanalysen deren Ergebnisse in seinem Hauptwerk The Data of Geochemistry 1908 ihren Niederschlag fanden. Eine Publikation, die auch heute noch aktuell und in Fachkreisen hohes Ansehen genießt. Parallel dazu schuf Clarke damit auch die Grundlagen zum Forschungsfeld der Geochemie. Besondere Verdienste dabei erwarb er sich bei der Erforschung der Glimmergruppen.
1889 gehörte Clarke zu den Mitbegründern der American Chemical Society und wurde 1904 als gewähltes Mitglied in die American Philosophical Society aufgenommen. Seit 1909 war Clarke Mitglied der National Academy of Sciences.

## Werke
- The data of geochemistry (fifth edition), USGS Bulletin No. 770 (1924).
- The data of geochemistry (fourth edition), USGS Bulletin No. 695 (1920)
- The data of geochemistry (third edition), USGS Bulletin No. 616 (1916)
- The data of geochemistry (second edition), USGS Bulletin No. 491 (1911)
- The data of geochemistry (first edition), USGS Bulletin No. 330 (1908);
- USGS Water Supply Paper No.364 Water analyses from the laboratory of the United States Geological Survey, 1914;
- Analysis of rocks and minerals from the laboratory of the United States Geological Survey, 1880 to 1908, USGS Bulletin No. 419 (1910);
- Contributions to mineralogy from the United States Geological Survey, USGS Bulletin No. 262 (1905);
- Report of work done in the division of chemistry and physics mainly during the fiscal year 1884-85, USGS Bulletin No. 27 (1886);
- „Evolution and the Spectroscope,“ Popular Science Monthly (1873);
- „On a new process in mineral analysis; Contributions to Chemistry from the Laboratory of the Lawrence Scientific School,“  45 Am. Jour. Sci. 173-80 (1868).

## Ehrungen
- Chevalier, Legion of Honor;
- Member, National Academy of Sciences;
- The Wilde Medal, Council of the Manchester Literary and Philosophical Society;
- The F.W. Clarke Award of the Geochemical Society is named after him;
- The mineral Clarkeite was named after him;
- On the proposal of the Russian geochemist Alexander Fersman, the abundance of chemical elements|abundances of chemical elements in the Earth's crust, as well as in other major geochemical Earth systems (hydrosphere, atmosphere, pedosphere, in the main types of rocks, etc.) are called in Russian „the Clarkes“ („кларки“).
- Inaugural chairman of the Commission on Isotopic Abundances and Atomic Weights|International Committee of Atomic Weights
- In 1903, the only American (and Unitarian) ever invited to deliver a Memorial Address before The Chemical Society.